# Catedral de Nuestra Señora de la Asunción (Kaposvár)
La catedral de Nuestra Señora de la Asunción (en húngaro: Nagyboldogasszony-székesegyház), ubicada en el centro histórico de Kaposvár, es un edificio religioso afiliado a la Iglesia católica que constituye una de los templos cristianos más grandes de Hungría, funciona comoa la sede de la diócesis de Kaposvár. Su construcción empezó en 1885 y fue finalizada en 1886.
La primera iglesia fue construida en 1737-1744 en el estilo barroco. La nueva catedral neorrománica se completó en 1886, después de un año de trabajo. En 1937 se colocó una imagen en el porche, que es representa al párroco, los habitantes y al Alcalde profesando su fe en Cristo, y la veneración a la Virgen María en Hungría. En 1958, la iglesia recibió un nuevo órgano y en 1969 se sometió a una renovación completa. En 1977, su parte interna fue modificada para permitir el funcionamiento más adecuado de las actividades litúrgicas. En 2003 se colocó en la pared occidental una placa de mármol rojo conmemorativo de los sacerdotes que han servido en la catedral. 

## Fuente
- L. Balogh Krisztina, Nagy Zoltán (2013). Kaposvár 300 - Helytörténeti olvasókönyv. Kaposvár Megyei Jogú Város Önkormányzata. ISBN 978-963-87678-5-1.

- Datos: Q7382957
- Multimedia: Kaposvár Cathedral / Q7382957